# Fed Cup 2018
La Fed Cup 2018 è la 56ª edizione del più importante torneo tennistico per nazionali femminili che si tiene dal 10 febbraio al 11 novembre 2018.

## Gruppo Mondiale
| Partecipanti | Partecipanti | Partecipanti | Partecipanti |
| Belgio       | Bielorussia  | Rep. Ceca    | Francia      |
| Germania     | Paesi Bassi  | Stati Uniti  | Svizzera     |
| ------------ | ------------ | ------------ | ------------ |

### Tabellone
|  | Quarti di finale | Quarti di finale | Quarti di finale |             |           | Semifinali | Semifinali | Semifinali |  |  | Finale | Finale | Finale |  |
|  |                  |                  |                  |             |           |            |            |            |  |  |        |        |        |  |
|  | 1                | Bielorussia      | 2                |             |           |            |            |            |  |  |        |        |        |  |
|  | 1                | Bielorussia      | 2                |             |           |            |            |            |  |  |        |        |        |  |
|  |                  | Germania         | 3                |             |           |            |            |            |  |  |        |        |        |  |
|  |                  | Germania         | 3                | Germania    | Germania  | 1          |            |            |  |  |        |        |        |  |
|  |                  |                  |                  | Germania    | Germania  | 1          |            |            |  |  |        |        |        |  |
|  |                  |                  | Rep. Ceca        | Rep. Ceca   | 4         |            |            |            |  |  |        |        |        |  |
|  | 3                | Rep. Ceca        | Rep. Ceca        | Rep. Ceca   | 4         | 3          |            |            |  |  |        |        |        |  |
|  | 3                | Rep. Ceca        |                  |             |           |            |            |            |  |  |        |        |        |  |
|  |                  | Svizzera         | 1                |             |           |            |            |            |  |  |        |        |        |  |
|  |                  | Svizzera         | 1                | Rep. Ceca   | Rep. Ceca | 3          |            |            |  |  |        |        |        |  |
|  |                  |                  |                  |             |           |            |            |            |  |  |        |        |        |  |
|  |                  |                  | Stati Uniti      | Stati Uniti | 0         |            |            |            |  |  |        |        |        |  |
|  | 4                | Francia          | Stati Uniti      | Stati Uniti | 0         | 3          |            |            |  |  |        |        |        |  |
|  | 4                | Francia          |                  |             |           |            |            |            |  |  |        |        |        |  |
|  |                  | Belgio           | 2                |             |           |            |            |            |  |  |        |        |        |  |
|  |                  | Belgio           | 2                | Francia     | Francia   | 2          |            |            |  |  |        |        |        |  |
|  |                  |                  |                  | Francia     | Francia   | 2          |            |            |  |  |        |        |        |  |
|  |                  |                  | Stati Uniti      | Stati Uniti | 3         |            |            |            |  |  |        |        |        |  |
|  | 2                | Stati Uniti      | Stati Uniti      | Stati Uniti | 3         | 3          |            |            |  |  |        |        |        |  |
|  | 2                | Stati Uniti      |                  |             |           |            |            |            |  |  |        |        |        |  |
|  |                  | Paesi Bassi      | 1                |             |           |            |            |            |  |  |        |        |        |  |

Le perdenti del primo turno disputeranno i play-off con le vincitrici del II Gruppo Mondiale.

## Spareggi Gruppo Mondiale
Sconfitte Gruppo Mondiale
- Belgio
- Bielorussia
- Paesi Bassi
- Svizzera

Vincenti Gruppo Mondiale II
- Australia
- Italia
- Romania
- Slovacchia

Le 4 squadre sconfitte nel primo turno del Gruppo Mondiale e le 4 squadre vincitrici del Gruppo Mondiale II partecipano agli Spareggi del Gruppo Mondiale. Le 4 squadre vincenti hanno il diritto a partecipare al Gruppo Mondiale dell'anno successivo insieme alle 4 squadre vincitrici del primo turno del Gruppo Mondiale.
data: 21-22 aprile 
| Sede        | Superficie      | Squadra 1   | Punteggio | Squadra 2   |
| ----------- | --------------- | ----------- | --------- | ----------- |
| Minsk       | Cemento (i)     | Bielorussia | 3 - 2     | Slovacchia  |
| Cluj-Napoca | Terra rossa (i) | Romania     | 3 - 1     | Svizzera    |
| Wollongong  | Cemento (i)     | Australia   | 4 - 1     | Paesi Bassi |
| Genova      | Terra rossa     | Italia      | 0 - 4     | Belgio      |

## Gruppo Mondiale II
data: 10-11 febbraio
| Sede        | Superficie      | Squadra 1   | Punteggio | Squadra 2   |
| ----------- | --------------- | ----------- | --------- | ----------- |
| Bratislava  | Cemento (i)     | Slovacchia  | 4 - 1     | Russia (1)  |
| Canberra    | Erba            | Australia   | 3 - 2     | Ucraina (3) |
| Cluj-Napoca | Cemento (i)     | Romania (4) | 3 - 1     | Canada      |
| Chieti      | Terra rossa (i) | Italia (2)  | 3 - 2     | Spagna      |

## Spareggi Gruppo Mondiale II
Le 4 squadre sconfitte nel Gruppo Mondiale II disputano gli spareggi contro le 4 squadre qualificate dai rispettivi gruppi zonali. Le vincitrici vengono ammesse al Gruppo Mondiale II dell'edizione successiva.
data: 21-22 aprile
| Sede            | Superficie      | Squadra 1 | Punteggio | Squadra 2   |
| --------------- | --------------- | --------- | --------- | ----------- |
| Chanty-Mansijsk | Terra rossa (i) | Russia    | 2 - 3     | Lettonia    |
| Cartagena       | Terra rossa     | Spagna    | 3 - 1     | Paraguay    |
| Montréal        | Cemento (i)     | Canada    | 3 - 2     | Ucraina     |
| Miki            | Cemento (i)     | Giappone  | 3 - 2     | Regno Unito |

## Zona Americana

### Gruppo I
- Impianto: Club Internacional de Tenis, Asunción, Paraguay (Terra outdoor)
- Date: 7-10 febbraio

|  |    | Classifica finale |
|  | -- | ----------------- |
|  | 1. | Paraguay          |
|  | 2. | Brasile           |
|  | 3. | Argentina         |
|  | 4. | Colombia          |
|  | 5. | Cile              |
|  | 6. | Venezuela         |
|  | 7. | Guatemala         |

### Gruppo II
- Impianto 1: Club Deportivo La Asunción, Metepec, Messico (Cemento outdoor)
- Impianto 2:  Centro Nacional de Tenis de la FET, Guyaquil, Ecuador (Terra outdoor)
- Date:20-23 giugno, 18-21 luglio

|  |    | Classifica finale          |
|  | -- | -------------------------- |
|  | 1. | Messico Ecuador            |
|  | 2. | Perù Bahamas               |
|  | 3. | Cuba Costa Rica            |
|  | 4. | Rep. Dominicana Bolivia    |
|  | 5. | Uruguay Honduras           |
|  | 6. | Barbados Trinidad e Tobago |
|  | 7. | Bermuda                    |

## Zona Asia/Oceania

### Gruppo I
- Impianto: RK Khanna Tennis Stadium, Nuova Delhi, India (Cemento outdoor)
- Date: 7-10 febbraio

|  |    | Classifica finale |
|  | -- | ----------------- |
|  | 1. | Giappone          |
|  | 2. | Kazakistan        |
|  | 3. | Cina              |
|  | 4. | Corea del Sud     |
|  | 5. | India             |
|  | 6. | Thailandia        |
|  | 7. | Hong Kong         |
|  | 8. | Taipei cinese     |

### Gruppo II
- Impianto: Bahrain Tennis Federation, Isa Town, Bahrein (Cemento outdoor)
- Date: 6-10 febbraio 2018

|  |     | Classifica finale               |
|  | --- | ------------------------------- |
|  | 1.  | Indonesia Comunità del Pacifico |
|  | 3.  | Singapore Uzbekistan            |
|  | 5.  | Nuova Zelanda Filippine         |
|  | 7.  | Oman Pakistan                   |
|  | 9.  | Sri Lanka Kirghizistan          |
|  | 11. | Malaysia Libano                 |

## Zona Euro-Africana

### Gruppo I
- Impianto: Tallink Tennis Centre, Tallinn, Estonia (Cemento indoor)
- Date: 7-10 febbraio

|  |     | Classifica finale    |
|  | --- | -------------------- |
|  | 1.  | Regno Unito Lettonia |
|  | 3.  | Serbia Ungheria      |
|  | 5.  | Polonia Estonia      |
|  | 7.  | Croazia Bulgaria     |
|  | 9.  | Slovenia Turchia     |
|  | 11. | Svezia Georgia       |
|  | 13. | Austria Portogallo   |

### Gruppo II
- Impianto: Lyttos Beach, Heraklion, Grecia (Terra outdoor)
- Date: 18-21 aprile

|  |    | Classifica finale |
|  | -- | ----------------- |
|  | 1. |                   |
|  | 3. |                   |
|  | 5. |                   |
|  | 7. |                   |

### Gruppo III
- Impianto:
- Date:

Squadre partecipanti